# Sergeant Rex – Nicht ohne meinen Hund
Sergeant Rex ist ein US-amerikanisches biografisches
Filmdrama aus dem Jahr 2017 von Gabriela Cowperthwaite. Es basiert auf dem Leben der jungen US-Marineinfanteristin Megan Leavey und ihren wahren Erlebnissen mit dem Bombenspürhund Rex. Die Titelfigur wird von Kate Mara verkörpert.

## Handlung
Megan Leavey dient als US-Marine einer Bombenentschärfungseinheit. Ihr wird der aggressive Militärhund Rex zugeteilt. Doch sie kann eine besondere Bindung zu ihm aufbauen und zusammen absolvieren sie zahlreiche Missionen im Irak. Dabei retten sie viele Leben. Nach ihrem Ausscheiden aus dem Militärdienst wird Rex allerdings nicht als alltagstauglich beurteilt. So muss Leavey darum kämpfen, ihren Hund zu sich nehmen zu können.

## Synchronisation
Die Synchronisation des Films hatte die Think Global Media GmbH aus Berlin übernommen.
| Rolle                   | Darsteller      | Synchronsprecher      |
| ----------------------- | --------------- | --------------------- |
| Megan Leavey            | Kate Mara       | Celine Fontanges      |
| Jackie Leavey           | Edie Falco      | Merete Brettschneider |
| Gunnery Sergeant Martin | Common          | Stephan Benson        |
| Corporal Matt Morales   | Ramon Rodriguez | Katja Brügger         |
| Andrew Dean             | Tom Felton      | Dennis Sandmann       |

## Hintergrund
Am 7. August 2015 wurde bekannt gegeben, dass Gabriela Cowperthwaite die Regie führen würde. Drehbeginn war am 12. Oktober 2015 in South Carolina. Es wurde unter anderem auch in Georgia, USA, und Spanien gedreht. Die echte Megan Leavey, die für ihre mutigen Einsätze mehrere Auszeichnungen erhielt, hat einen Cameo-Auftritt als Drill-Sergeant.
Die Premiere fand am 5. Juni 2017 im Yankee Stadium statt. Der US-Kinostart war am 9. Juni 2017. Am 5. September 2017 erschien der Film in den USA als DVD. In Deutschland war der DVD-Start am 12. Januar 2018.
Beim Heartland Filmfestival wurde der Film 2017 mit dem Truly Moving Picture Award ausgezeichnet.
Während der Film im Original Megan Leavey heißt, wurde er in Deutschland unter dem Namen Sergeant Rex veröffentlicht. In Großbritannien und Australien erschien er auf DVD unter dem Titel Rex.